# Виноград 'Нарма'
Нарма — дагестанский винный и столовый сорт винограда среднего созревания.
На государственном сортоиспытании с 1955 года. Год включения в реестр: 1959. Регионы допуска: Северо-Кавказский.

## География
Распространен в Дагестане:
- Дербент
- Совхоз им. Алиева
- ГУП «Геджух»
- Агрофирма «Чинар»

Используется для приготовления столовых, крепких и десертных вин, виноматериалов для шампанских и коньяков, виноградного сока. Урожай этого сорта также используется в свежем виде (на месте).